# Trad
Trad (från engelskans trade) är en handelsrutt, vanligen till sjöss, ofta med någon viss vara. Exempel är australienska vetetraden, kinesiska tetraden, chilenska nitrattraden.